# 乙酰碘
乙酰碘（化学式：CH3C(O)I），又称碘乙酰、碘化乙酰。

## 性质
无色透明液体，有窒息的气味。在空气中发烟和变成棕色。遇水和乙醇分解。有强烈刺激性。密封干燥避光保存。

## 用途
用于有机合成。是孟山都法制乙酸过程的中间体。

## 相关资料
- M. G. Voronkov; L. I. Belousova; A. A. Trukhina; N. N. Vlasova. . Russian Journal of Organic Chemistry. 2003, 39: 1702. doi:10.1023/B:RUJO.0000019730.43667.46.